# Fredrik Oppegård
Fredrik Oppegård (* 7. August 2002 in Oslo) ist ein norwegischer Fußballspieler. 
Er wechselte bereits in seiner Jugend in die Niederlande und spielte für den PSV Eindhoven, für den er im Dezember 2020 sein Debüt in der Eredivisie gab. Des Weiteren ist er norwegischer Nachwuchsnationalspieler.

## Karriere

### Verein
Fredrik Oppegård wurde in Oslo geboren und begann mit dem Fußballspielen bei KFUM-Kameraterne Oslo, einem Drittligisten aus der norwegischen Hauptstadt. Für diesen Verein spielte er in den Saisons 2014 und 2015. Ab der Saison 2017 gehörte Oppegård der Jugend von Vålerenga Oslo, einem Erstligisten, an und lief bis Mitte 2019 für die Jugendmannschaften der Osloer auf, im Jahr 2019 absolvierte er auch 10 Spiele für die Reservemannschaft. Anfang August 2019 wechselte er auf Leihbasis in die Niederlande in das Nachwuchsleistungszentrum der PSV Eindhoven und kam für die A-Jugend zum Einsatz. Im April 2020 wurde Fredrik Oppegård fest verpflichtet und mit einem Vertrag bis 2023 ausgestattet. Er kam am 6. November 2020 beim 2:1-Sieg im Zweitligaspiel beim FC Den Bosch zu seinem ersten Einsatz für die zweite Mannschaft, am 19. Dezember 2020 folgre schließlich sein Einstand für die erste Mannschaft in der Eredivisie beim 4:1-Sieg im Nachbarschaftsduell bei RKC Waalwijk. In der Folgezeit kam Oppegård für die erste Mannschaft des PSV Eindhoven nur sporadisch zum Einsatz
Ende Januar 2023 wurde er an Go Ahead Eagles Deventer verliehen. Anschließend kehrte er zunächst nach Eindhoven zurück, kam dort jedoch nur zu einem Kurzeinsatz in der Gruppenphase der UEFA Champions League und spielte ansonsten überwiegend in der zweiten Mannschaft. Daher folgte eine erneute Leihe, diesmal für ein halbes Jahr an Heracles Almelo. Nach der Rückkehr zum PSV im Sommer 2024 sah es zunächst besser aus – Oppegård stand dreimal in Folge in der Startelf –, doch eine Verletzung am Fußgelenk zwang ihn zu mehreren Wochen Pause. Nach seiner Genesung kam er nur noch sporadisch zu Kurzeinsätzen. Im Januar 2025 wechselte er schließlich zum französischen Zweitligisten AJ Auxerre.

### Nationalmannschaft
Im Jahr 2017 lief Fredrik Oppegård zweimal für die norwegische U15-Nationalmannschaft auf. Am 5. August 2018 folgte sein Debüt für die U16-Nationalmannschaft der Norweger, als er beim Freundschaftsspiel im färöischen Argir gegen China eingesetzt wurde. Für diese Altersklasse absolvierte Oppegård 10 Einsätze und schoss dabei 5 Tore. Im Kalenderjahr 2019 kamen 5 Partien für die norwegische U17-Nationalmannschaft dazu und im selben Kalenderjahr spielte er auch in 8 Länderspielen für die U18-Nationalmannschaft Norwegens. Frederik Oppegård kam schließlich am 7. September 2021 zu seinem Debüt für die norwegische U21-Nationalmannschaft, als er beim 5:0-Sieg in Pärnu gegen Estland eingesetzt wurde.